# Lucjan Białas
Lucjan Białas (ur. 7 stycznia 1940 w Wólce Kuligowskiej, zm. 27 października 2023 w Perth) – polski piłkarz występujący na pozycji obrońcy. Przez całą karierę był związany z klubem ŁKS Łódź.
Od 1959 roku został zawodnikiem ŁKS-u Łódź. Wystąpił w 3 meczach sezonu. W 1960 wystąpił w 10 spotkaniach zdobywając 3 bramki. Na początku lat 60. w ramach służby wojskowej przez dwa lata występował w drugoligowym Śląsku Wrocław. W sezonie 1962/1963 wystąpił w 2 spotkaniach. W sezonie 1963/1964 wystąpił w 26 spotkaniach. W kolejnym sezonie wystąpił tylko w jednym spotkaniu. W sezonie 1965/66 wystąpił w 15 spotkaniach i zdobył jedną bramkę. W sezonie 1966/67 wystąpił w 4 spotkaniach. W kolejnym sezonie zagrał w 3 spotkaniach.